# Convergente plaatgrens

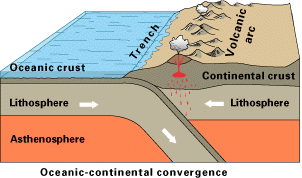
Convergentie van oceanische met continentale korst

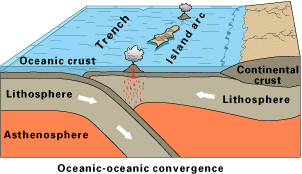
Convergentie van oceanische met oceanische korst

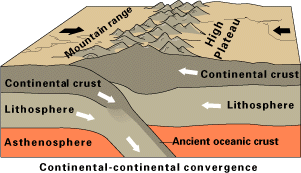
Convergentie van continentale met continentale korst

Een convergente of destructieve plaatgrens is volgens de platentektoniek een plek op Aarde waar twee naar elkaar toe bewegende tektonische platen bij elkaar komen en (van bovenaf gezien) aan elkaar grenzen. Door de divergente beweging verdikt de lithosfeer wat voor extensieve deformatie in de aardkorst zorgt.
Convergente plaatgrenzen zijn ofwel subductiezones of plekken waar continentale collisie plaatsvindt. In het eerste geval schuift de ene plaat onder de andere (subductie), in het tweede geval wordt een gebergte gevormd. Bij subductie bestaat de subducerende plaat gewoonlijk uit oceanische korst, de overrijdende plaat kan zowel uit oceanische als continentale korst bestaan. Bij gebergtevorming bestaan beide platen normaal gesproken uit continentale korst.

## Subductiezones
Als een van de naar elkaar toe bewegende platen of beide bestaan uit oceanische korst, dat een hoge dichtheid heeft, zal de dichtere plaat subduceren waarbij een subductiezone wordt gevormd. De onderduikende plaat wordt de subducerende plaat genoemd, de andere plaat de overschuivende of overrijdende plaat.
Een resultaat van subductie aan het aardoppervlak is de ligging van oceanische troggen langs convergente plaatgrenzen.

### Vulkanisme
De subducerende plaat bevat veel hydrothermale vloeistoffen. Dit zijn water en andere vluchtige bestanddelen die zowel in poreuze gesteenten als chemisch gebonden in gehydrateerde mineralen voorkomen. Als de plaat de aardmantel in beweegt zullen deze bestanddelen opstijgen waarbij ze reageren met de boven de subducerende plaat bevindende gesteenten. Over het algemeen brengt dit het smeltpunt van die gesteenten omlaag zodat magma ontstaat. Dit magma stijgt verder op en zorgt aan het aardoppervlak voor vulkanisme. Als beide platen uit oceanische korst bestaan gaat subductie daarom vaak samen met de vorming van eilandbogen door vulkanisme. Als een van de twee platen uit continentale korst bestaat zal een langgerekte zone met vulkanen op het land ontstaan. In beide gevallen ligt de zone een stuk van de plaatgrens af, omdat de diepte waarop het gesteente smelt rond de 50 km ligt.

### Accretiewiggen
Tektonische platen zijn gemiddeld tientallen kilometers dik, zelfs oceanische lithosfeer kan over de honderd kilometer dik worden. Op plekken waar de ene plaat onder de andere subduceert zou dit een enorm hoogteverschil tot gevolg hebben. De diepste troggen op Aarde zijn echter nauwelijks 10 kilometer diep. Dit komt doordat het grootste deel van het hoogteverschil wordt opgevuld met sediment en materiaal dat van de subducerende plaat "afgeschraapt" wordt.
Onder dit materiaal zal zich een décollement ontwikkelen waarover het naar voren (van de subductiezone af) beweegt. Zo vormt zich een over de subducerende plaat heen liggende en naar de subductierichting steeds breder wordende wig, een zogenaamde accretiewig. Omdat de subductie voor een continue stuwende kracht zorgt, staan op de wig compressiespanningen, waardoor er deformatie door plooiing en overschuivingen plaatsvindt. De interne cohesie van het materiaal bepaalt de hoeken die de bovenkant van de wig (de zeebodem) en de onderkant van de wig (het décollement) maken met een horizontaal vlak en daarmee de vorm van de wig.

## Continentale collisie
Als beide naar elkaar toe bewegende platen bestaan uit continentale korst vindt meestal geen subductie plaats, omdat dit type korst te licht is om de mantel in te bewegen. In plaats daarvan vervormt/deformeert de korst tot de convergente plaatbeweging stopt. Dit leidt tot gebergtevorming, een extreem soort korstverdikking.
Meestal begint gebergtevorming als een onder een continent subducerende plaat bestaat uit een continent (continentale korst) met eraan vast zittende oceanische korst (de plek waar de beide typen korst vastzitten noemt men een passieve marge). Door subductie van het oceanische deel van de plaat worden de continenten als het ware naar elkaar toegetrokken. Een gebergte is dus meestal gevormd langs een voormalige subductiezone. Het is daarom niet uitgesloten dat stukken continentale korst meegetrokken worden de mantel in. Door hun geringe dichtheid kunnen ze daarna weer omhoog bewegen, dit noemt men obductie.
Ook bij subductiezones kan korstverdikking optreden, soms worden sedimenten die op de subducerende plaat liggen bijvoorbeeld in een wig over elkaar geschoven.